# Antoine Bloyé
Antoine Bloyé est un roman de Paul Nizan, paru chez Grasset en 1933.

## Présentation
« Ce livre raconte la vie d'un homme. Un homme qui a un métier, une femme, des enfants et qui finit par mourir... Antoine Bloyé est un homme qui est constamment rongé par la mort, parce qu'il n'accomplit pas les gestes qui l'annulent. Il n'accomplit rien : il existe comme tout le monde; comme tous les hommes de la bourgeoisie, il vit d'une manière imaginaire dans un monde de fantômes : les fantômes du devoir, de l'amour, du travail, de l'ambition, du succès. Sa vie n'a pas de sens, pas d'espoir. Il connaît l'angoisse de la mort à cause de ce vide radical.

La mort et la bourgeoisie sont les thèmes principaux de ce livre. Autour d'eux s'ordonne la description d'une époque et de mœurs, à peu près abolies. Le milieu où se déroule le roman est celui des chemins de fer, qui n'est pas moins singulier que celui des marins. »

Paul Nizan

## Résumé
Élève consciencieux et intelligent, Antoine Bloyé, fils d'un « facteur » de la Compagnie du chemin de fer de Paris à Orléans et d'une femme de ménage, va gravir tous les échelons depuis l'École d'arts et métiers d'Angers jusqu'à chef d'atelier de la Compagnie de chemin de fer. Arrive la guerre de 14-18 : les ateliers fabriquent maintenant des obus...

## Éditions
- 1933 - Antoine Bloyé, Éditions Bernard Grasset à Paris.
- 1971 - Antoine Bloyé, Le Livre de poche no 3173.
- 2005 - Antoine Bloyé, collection Les Cahiers rouges, Éditions Bernard Grasset à Paris.

## Adaptations à la télévision
- 1974 : Antoine Bloyé, téléfilm réalisé par Marcel Bluwal. Antoine Bloyé sur BDFF